# Distichodus lusosso
O distichodus-narigudo (Distichodus lusosso) é um peixe do gênero Distichodus. Como outros membros do gênero Distichodus (família Citharinidae), possui dentes bicúspides e escamas ctenoides. Apresenta sete barras verticais no corpo e um focinho prolongado. Natural de África, esta espécie é herbívora e muito popular como peixe de aquário.